# Tyler Pitlick
Tyler Pitlick (né le 1er novembre 1991 à Minneapolis dans l'État du Minnesota aux États-Unis) est un joueur professionnel américain de hockey sur glace. Il évolue au poste d'attaquant. Il est le neveu du joueur de hockey professionnel, Lance Pitlick.

## Biographie
Tyler Pitlick est repêché au 31e rang, deuxième tour du repêchage d'entrée dans la LNH 2010, par les Oilers d'Edmonton après avoir passé la saison 2009-2010 avec les Mavericks de l'Université d'État du Minnesota à Mankato. Après son repêchage, il passe en junior avec les Tigers de Medicine Hat qui évoluent dans la Ligue de hockey de l'Ouest (LHOu). 
Il passe professionnel dans la Ligue américaine de hockey (LAH) avec les Barons d'Oklahoma City en 2011-2012 puis fait ses débuts dans la Ligue nationale de hockey avec les Oilers d'Edmonton en 2013-2014 où il joue 10 matchs. Il joue son premier match dans la LNH le 22 octobre 2013 lors d'un match des Oilers contre les Canadiens de Montréal puis quatre jours et deux matchs plus tard, il marque son premier but dans la grande ligue contre les Coyotes de Phoenix.
Le 1er juillet 2017, il signe un contrat de 3 ans en tant qu'agent libre avec les Stars de Dallas. Le 24 juin 2019, il est échangé aux Flyers de Philadelphie en retour de l'attaquant Ryan Hartman. 
Le 14 février 2022, Pitlick est échangé aux Canadiens de Montréal en compagnie de Emil Heineman contre l'attaquant Tyler Toffoli.  Dans cet échange, les Flames cèdent aussi une sélection possible de première ronde en 2022 ainsi qu'un choix de cinquième ronde en 2023.

## Statistiques
| Saison     | Équipe                       | Ligue      |     | Saison régulière | Saison régulière | Saison régulière | Saison régulière | Saison régulière |   | Séries éliminatoires | Séries éliminatoires | Séries éliminatoires | Séries éliminatoires | Séries éliminatoires |
| Saison     | Équipe                       | Ligue      | PJ  | B                | A                | Pts              | Pun              | PJ               | B | A                    | Pts                  | Pun                  |                      |                      |
| 2007-2008  | Centennial High              | USHS       | 21  | 23               | 23               | 46               | 12               | -                | - | -                    | -                    | -                    |                      |                      |
| 2008-2009  | Centennial High              | USHS       | 25  | 31               | 33               | 64               | 10               | -                | - | -                    | -                    | -                    |                      |                      |
| 2009-2010  | Mavericks de Minnesota State | NCAA       | 38  | 11               | 8                | 19               | 27               | -                | - | -                    | -                    | -                    |                      |                      |
| 2010-2011  | Tigers de Medicine Hat       | LHOu       | 56  | 27               | 35               | 62               | 31               | -                | - | -                    | -                    | -                    |                      |                      |
| 2011-2012  | Barons d'Oklahoma City       | LAH        | 62  | 7                | 16               | 23               | 28               | 13               | 2 | 5                    | 7                    | 2                    |                      |                      |
| 2012-2013  | Barons d'Oklahoma City       | LAH        | 44  | 3                | 7                | 10               | 10               | 16               | 2 | 4                    | 6                    | 8                    |                      |                      |
| 2013-2014  | Barons d'Oklahoma City       | LAH        | 39  | 8                | 14               | 22               | 10               | 2                | 0 | 0                    | 0                    | 0                    |                      |                      |
| 2013-2014  | Oilers d'Edmonton            | LNH        | 10  | 1                | 0                | 1                | 0                | -                | - | -                    | -                    | -                    |                      |                      |
| 2014-2015  | Barons d'Oklahoma City       | LAH        | 14  | 3                | 6                | 9                | 8                | -                | - | -                    | -                    | -                    |                      |                      |
| 2014-2015  | Oilers d'Edmonton            | LNH        | 17  | 2                | 0                | 2                | 4                | -                | - | -                    | -                    | -                    |                      |                      |
| 2015-2016  | Condors de Bakersfield       | LAH        | 37  | 7                | 14               | 21               | 4                | -                | - | -                    | -                    | -                    |                      |                      |
| 2016-2017  | Oilers d'Edmonton            | LNH        | 31  | 8                | 3                | 11               | 6                | -                | - | -                    | -                    | -                    |                      |                      |
| 2017-2018  | Stars de Dallas              | LNH        | 80  | 14               | 13               | 27               | 34               | -                | - | -                    | -                    | -                    |                      |                      |
| 2018-2019  | Stars de Dallas              | LNH        | 47  | 8                | 4                | 12               | 6                | 6                | 0 | 0                    | 0                    | 2                    |                      |                      |
| 2019-2020  | Flyers de Philadelphie       | LNH        | 63  | 8                | 12               | 20               | 12               | 16               | 2 | 1                    | 3                    | 0                    |                      |                      |
| 2020-2021  | Coyotes de l'Arizona         | LNH        | 38  | 6                | 5                | 11               | 16               | -                | - | -                    | -                    | -                    |                      |                      |
| 2021-2022  | Flames de Calgary            | LNH        | 25  | 0                | 2                | 2                | 2                | -                | - | -                    | -                    | -                    |                      |                      |
| 2021-2022  | Canadiens de Montréal        | LNH        | 14  | 1                | 2                | 3                | 4                | -                | - | -                    | -                    | -                    |                      |                      |
| 2022-2023  | Blues de Saint-Louis         | LNH        | 61  | 7                | 9                | 16               | 14               | -                | - | -                    | -                    | -                    |                      |                      |
| 2023-2024  | Rangers de New York          | LNH        | 34  | 1                | 3                | 4                | 4                | -                | - | -                    | -                    | -                    |                      |                      |
| 2023-2024  | Wolf Pack de Hartford        | LAH        | 22  | 3                | 4                | 7                | 2                | 10               | 1 | 2                    | 3                    | 4                    |                      |                      |
| Totaux LNH | Totaux LNH                   | Totaux LNH | 420 | 56               | 53               | 109              | 102              | 22               | 2 | 1                    | 3                    | 2                    |                      |                      |